# Assimilation (Psychophysiologie)
Assimilation in psychophysiologischer Sicht wurde von Wilhelm Wundt (1832–1920) definiert als die Angleichung eines neuen Bewusstseinsinhaltes an das in Bereitschaft stehende Material. Er nennt Assimilationen auch »diejenigen simultanen Associationen…, die in der Veränderung gegebener psychischer Gebilde durch die Einwirkung von Elementen anderer Gebilde entstehen«. Die Assimilation besteht in der Assoziation zwischen den Elementen gleichartiger psychischer Gebilde, wobei durch eine neu in das Bewusstsein tretende Vorstellung ältere Vorstellungselemente mit neuen verschmelzen. Die älteren Eindrücke heißen die assimilierenden, die neuen die assimilierten Elemente.
Die entscheidenden Eigenschaften der Assimilation bestehen darin, »daß sie 1) aus einer Summe elementarer Verbindungsvorgänge besteht, d. h. solcher, die sich nicht auf Vorstellungsganze, sondern auf Vorstellungsbestandteile beziehen, und daß bei ihr 2) die sich verbindenden Elemente im Sinne einer wechselseitigen Assimilation verändernd aufeinander einwirken«. Die Assimilation ist »eine namentlich bei der Bildung intensiver und räumlicher Vorstellungen fortwährend zu beobachtende und den Prozess der Verschmelzung ergänzende Form der Assoziation«. »Am deutlichsten nachweisbar ist sie dann, wenn einzelne Komponenten des Assimilationsprodukts durch einen äußeren Sinneseindruck gegeben werden, während andere früher gehabten Vorstellungen angehören. In diesem Falle läßt sich das Stattfinden einer Assimilation eben dadurch konstatieren, daß gewisse Bestandteile, die in dem objektiven Eindruck fehlen oder durch andere vertreten sind, nachweisbar aus früheren Vorstellungen stammen«.
Diese dem objektiven Eindruck fehlenden Merkmale werden auch als Illusion bezeichnet. Dazu sagt Wundt: »Am augenfälligsten tritt diese Bildungsweise [der Assimilation] bei den Vorstellungen dann hervor, wenn die assimilierenden Elemente durch Reproduktion, die assimilierten durch einen unmittelbaren Sinneseindruck entstehen. Es werden dann die Elemente von Erinnerungsbildern gewissermaßen in das äußere Objekt hineinverlegt, so daß, namentlich wenn das Objekt und die reproduzierten Elemente erheblich voneinander abweichen, die vollständige Sinneswahrnehmung als eine Illusion erscheint, die uns über die wirkliche Beschaffenheit der Dinge täuscht.« Assimilationen kommen vor besonders bei Gehörsvorstellungen, intensiven Gefühlen, vorzüglich aber bei den räumlichen Vorstellungen. Die Assimilation liegt auch dem Erkennungs- und dem Wiedererkennungsvorgang zugrunde.

## Rezeption und Ähnlichkeiten
Der Wundtsche Begriff der Assimilation hat Ähnlichkeit mit dem von Leibniz (1646–1716) stammenden Apperzeptionsbegriff. Wundt hat sich mit Leibniz befasst. Nach Auffassung von C.G. Jung ist bei der Apperzeption das Prinzip der Angleichung nicht vorhanden, es bestehe bei der Apperzeption lediglich eine Angliederung. Jung gebraucht den Begriff der Assimilation im Sinne der Angleichung des Objekts an das Subjekt. Er grenzt ihn gegenüber der Dissimilation ab, unter der er die Angleichung des Subjekts an das Objekt versteht. Die Dissimulation aber bedeute daher die Entfremdung des Subjekts von sich selbst zugunsten des Objekts, auch im Sinne eines psychologischen Objekts wie einer Idee.